# Charline Van Snicková
Charline Van Snicková (francouzsky Charline Van Snick; * 2. září 1990 v Lutychu, Belgie) je belgická zápasnice – judistka valonského původu. Je majitelkou bronzové olympijské medaile z roku 2012.

## Sportovní kariéra
S judem začal v 6 letech v Saive nedaleko Lutychu pod vedením svého otce. Následně vystřídala několik trenéru, kde nejznámějším byl Cédric Taymans. Jako úspěšná juniorka měla v seniorském věku na co navazovat, belgické ženské judo patřilo na konci 20. století k nejlepšímu na světě. Její vstup mezi seniorku byl nadmíru povedený a vyústil v bronzovou olympijskou medaili na olympijských hrách v Londýně. V roce 2016 se kvalifikovala přímo na olympijské hry v Riu, ale olympijský los k ní nebyl nakloněný. V prvním kole si poradila submisí (škrcení) se silnou Rumunkou Monicu Ungureanuovou, ale ve druhém kole jí vystavila stopku domácí Brazilka Sarah Menezesová.

### Dopingová kauza
V roce 2013 svoji pozici potvrzovala, ale koncem sezony přišla studená sprcha v podobě pozitivního dopingového nálezu na kokain. Pozitivní test měla po mistrovství světa 2013, kde brala bronzovou medaili. Své pochybení však rezolutně popřela a obrátila se na soud. Po půlroce soudních tahanic soud uznal její obhajobu na základě analýzy jejích vlasů a dvouletý trest zrušil. Z vlasové analýzy vyplynulo, že v období mezi srpnem a říjnem sice měla pozitivní nález, ale ten byl 200x nižší než dovolené množství. Navíc v období od roku 2011 do srpna 2013 pozitivní hodnoty neměla. Soud vzal v potaz neúmyslnost užití, kterou sama vysvětlovala jako snahu třetí osoby jí uškodit. Soud potvrdil odebrání bronzové medaile.

### Vítězství
- 2010 - 3x světový pohár (Sofia, Birmingham, Rotterdam)
- 2011 - 3x světový pohár (São Paulo, Amsterdam, Čching-tao)
- 2012 - 1x světový pohár (Düsseldorf)
- 2013 - 1x světový pohár (Samsun)
- 2014 - 1x světový pohár (Taškent)
- 2015 - 1x světový pohár (Düsseldorf)

## Výsledky
| Olympijské hry     |     |   | —   |    |    |     | 3. |    |   |     | úč. |  |  |  |  |  |  |  |  |  |  |  |  |  |
| Mistrovství světa  |     | — |     | —  | úč | 5.  |    | DQ | — | úč. |     |  |  |  |  |  |  |  |  |  |  |  |  |  |
| Evropské hry       |     |   |     |    |    |     |    |    |   | 1.  |     |  |  |  |  |  |  |  |  |  |  |  |  |  |
| Mistrovství Evropy | —   | — | —   | —  | 3. | úč. | 2. | 2. | x | 1.  | 1.  |  |  |  |  |  |  |  |  |  |  |  |  |  |
| MS juniorů         | —   |   | úč. | 5. |    |     |    |    |   |     |     |  |  |  |  |  |  |  |  |  |  |  |  |  |
| ME juniorů         | —   | — | 3.  | 1. |    |     |    |    |   |     |     |  |  |  |  |  |  |  |  |  |  |  |  |  |
| ME kadetů          | úč. |   |     |    |    |     |    |    |   |     |     |  |  |  |  |  |  |  |  |  |  |  |  |  |